# ۱۱۲ (قمری)
۱۱۲ (قمری)، صد و دوازدهمین سال در گاهشماری هجری قمری است. اول محرم این سال برابر با سی‌ام مارس سال ۷۳۰ میلادی است.